# مسجد ذهبیه
مسجد ذهبیه مربوط به دوره قاجار است و در خوی، خیابان شهید کوچری، داخل کوچه ژاندارمری واقع شده و این اثر در تاریخ ۲۵ آبان ۱۳۸۷ با شمارهٔ ثبت ۲۳۶۱۰ به‌عنوان یکی از آثار ملی ایران به ثبت رسیده‌است.